# Импресия, Изгряващо слънце
„Импресия, Изгряващо слънце“ е картина на френския художник Клод Моне.
Нарисувана е през 1872 година. Намира се в музея „Мармотан Моне“ в Париж. Това е произведението, чието заглавие дава името на направлението в изкуството наречено Импресионизъм.